# 2001 NBA Draft
2001 NBA Draft – National Basketball Association Draft, który odbył się 27 czerwca 2001 w Nowym Jorku. Kwame Brown został pierwszym zawodnikiem ze szkoły średniej wybranym z 1. numerem draftu.

## Legenda
Pogrubiona czcionka – wybór do All-NBA Team.
|  | - występ w NBA All-Star Game. |

Gwiazdka (*) – członkowie Basketball Hall of Fame.

## Runda pierwsza
| Nr | Zawodnik                 | Narodowość        | Drużyna NBA                                                                                        | College/Drużyna               |
| -- | ------------------------ | ----------------- | -------------------------------------------------------------------------------------------------- | ----------------------------- |
| 1  | Kwame Brown (C)          | Stany Zjednoczone | Washington Wizards                                                                                 | Glynn Academy                 |
| 2  | Tyson Chandler (C)       | Stany Zjednoczone | Los Angeles Clippers (sprzedany do Chicago Bulls)                                                  | Dominguez High School         |
| 3  | Pau Gasol (PF/C)         | Hiszpania         | Atlanta Hawks (sprzedany do Vancouver Grizzlies)                                                   | FC Barcelona                  |
| 4  | Eddy Curry (C)           | Stany Zjednoczone | Chicago Bulls                                                                                      | Thornwood High School         |
| 5  | Jason Richardson (SG)    | Stany Zjednoczone | Golden State Warriors                                                                              | Michigan State University     |
| 6  | Shane Battier (F/G)      | Stany Zjednoczone | Vancouver Grizzlies                                                                                | Duke University               |
| 7  | Eddie Griffin (F)        | Stany Zjednoczone | New Jersey Nets (sprzedany do Houston Rockets)                                                     | Seton Hall University         |
| 8  | DeSagana Diop (C)        | Senegal           | Cleveland Cavaliers                                                                                | Oak Hill Academy              |
| 9  | Rodney White (SF)        | Stany Zjednoczone | Detroit Pistons                                                                                    | University of Charlotte       |
| 10 | Joe Johnson (SG)         | Stany Zjednoczone | Boston Celtics                                                                                     | University of Arkansas        |
| 11 | Kedrick Brown (SF)       | Stany Zjednoczone | Boston Celtics (z Denver Nuggets)                                                                  | Okaloosa-Walton College       |
| 12 | Vladimir Radmanović (PF) |                   | Seattle SuperSonics                                                                                | FMP Železnik Belgrad          |
| 13 | Richard Jefferson (SF)   | Stany Zjednoczone | Houston Rockets (sprzedany do New Jersey Nets)                                                     | University of Arizona         |
| 14 | Troy Murphy (PF)         | Stany Zjednoczone | Golden State Warriors (z Indiana Pacers)                                                           | Notre Dame University         |
| 15 | Steven Hunter (C)        | Stany Zjednoczone | Orlando Magic                                                                                      | DePaul University             |
| 16 | Kirk Haston (PF)         | Stany Zjednoczone | Charlotte Hornets                                                                                  | University of Indiana         |
| 17 | Michael Bradley (PF)     | Stany Zjednoczone | Toronto Raptors                                                                                    | Villanova University          |
| 18 | Jason Collins (C)        | Stany Zjednoczone | Houston Rockets (z New York Knicks via Phoenix Suns i Orlando Magic, sprzedany do New Jersey Nets) | Stanford University           |
| 19 | Zach Randolph (PF)       | Stany Zjednoczone | Portland Trail Blazers                                                                             | Michigan State University     |
| 20 | Brendan Haywood (C)      | Stany Zjednoczone | Cleveland Cavaliers (z Miami Heat, sprzedany do Orlando Magic)                                     | University of North Carolina  |
| 21 | Joseph Forte (SG)        | Stany Zjednoczone | Boston Celtics (z Phoenix Suns)                                                                    | University of North Carolina  |
| 22 | Jeryl Sasser (SG)        | Stany Zjednoczone | Orlando Magic (z Milwaukee Bucks via Houston Rockets)                                              | Southern Methodist University |
| 23 | Brandon Armstrong (SG)   | Stany Zjednoczone | Houston Rockets (z Dallas Mavericks via Orlando Magic, sprzedany do New Jersey Nets)               | Pepperdine University         |
| 24 | Raül López (PG)          | Hiszpania         | Utah Jazz                                                                                          | Real Madryt                   |
| 25 | Gerald Wallace (SF)      | Stany Zjednoczone | Sacramento Kings                                                                                   | University of Alabama         |
| 26 | Samuel Dalembert (C)     | Haiti             | Philadelphia 76ers                                                                                 | Seton Hall University         |
| 27 | Jamaal Tinsley (PG)      | Stany Zjednoczone | Atlanta Hawks (z Los Angeles Lakers via New York Knicks)                                           | Iowa State University         |
| 28 | Tony Parker (PG)         | Francja           | San Antonio Spurs                                                                                  | Paris Basket Racing           |

Gracze spoza pierwszej rundy tego draftu, którzy wyróżnili się w czasie gry w NBA to: Gilbert Arenas (wybrany do All-NBA Team, występ w NBA All-Star Game), Mehmet Okur (występ w NBA All-Star Game), Brian Scalabrine, Carlos Arroyo.